# Association Sportive de Monaco Football Club
L'Association Sportive de Monaco Football Club és un club de futbol de la ciutat de Mònaco.
Tot i que no és a França, és membre de la Federació Francesa de Futbol (FFF) i actualment competeix a la Ligue 1, el nivell més alt del futbol francès. Fundat el 1918, l'equip juga els seus partits a casa a l'Stade Louis II.
El seu centre de formació i entrenament està situat a la veïna França, a La Túrbia.
Malgrat que no és un club francès, el Mònaco és un dels clubs amb més èxits del futbol francès, ja que ha guanyat vuit títols de lliga, cinc títols de la Coupe de France i un de Coupe de la Ligue. El club també ha participat en competicions europees diverses vegades, i va ser subcampió de la Recopa de la UEFA el 1992 i la Lliga de Campions de la UEFA el 2004.
Els colors tradicionals del club són el vermell i el blanc, i el club és conegut com a Les Rouge et Blanc. El Mònaco és membre de l'Associació Europea de Clubs. El desembre de 2011, dos terços del club van ser venuts a un grup d'inversió liderat per l'oligarca rus i multimilionari Dmitry Rybolovlev. Amb el suport financer de Rybolovlev, el club va tornar ràpidament a la Ligue 1 i va guanyar la Ligue 1 2016–17, el seu primer títol de lliga en 17 anys.

## Història
L'Association Sportive de Monaco es fundà el 23 d'agost de 1924 com a un club poliesportiu, resultat de la fusió de diverses societats esportives del Principat de Mònaco. Aquestes societats eren: Swimming Club, Monaco Sport (ex Herculis, club de futbol fundat el 1903, batejat el 1923 Monaco Sport), A.S. Beausoleil, Etoile de Monaco i Riviera A.C.. El club reivindica com a data de fundació l'1 d'agost de 1919, tot i que no és confirmada per l'obra de referència en relació amb l'ASM: N. Siri i J. Siri, Petita enciclopèdia de l'AS Mònaco, Mònaco, EGC, 1999.
Esdevingué professional el 1948. Sempre ha competit a la lliga francesa, on ha guanyat set campionats de lliga i cinc de copa (fins al 2006). Sovint ha participat en les competicions europees. La seva millor temporada fou el 2004, quan arribà a la final de la Lliga de Campions.

## Palmarès
- Ligue 1 (8)
  - 1961, 1963, 1978, 1982, 1988, 1997, 2000, 2017
- Copa francesa de futbol (5)
  - 1960, 1963, 1980, 1985, 1991
- Copa de la Lliga (1)
  - 2003
- Supercopa francesa de futbol (4)
  - 1961, 1985, 1997, 2000
- Ligue 2 (1)
  - 2013
- Copa dels Alps de futbol (3)
  - 1979, 1983, 1984
- Copa Charles Drago (1)
  - 1961

## Jugadors

### Plantilla 2024-25
A 3 febrer 2025
| N. | Pos. | Nac. | Jugador                            |
| -- | ---- | --- | ---------------------------------- |
| 1  | POR  | [[Fitxer:Flag of Poland.svg\|23x15px\|border \|alt=Polònia\|link=Selecció de futbol de Polònia\|{{#if:\|]]                                  | Radosław Majecki                   |
| 2  | DEF  | [[Fitxer:Flag of Brazil.svg\|23x15px\|border \|alt=Brasil\|link=Selecció de futbol del Brasil\|{{#if:\|]]                                   | Vanderson                          |
| 4  | DEF  | [[Fitxer:Flag of the Netherlands.svg\|23x15px\|border \|alt=Països Baixos\|link=Selecció de futbol dels Països Baixos\|{{#if:\|]]           | Jordan Teze                        |
| 5  | DEF  | [[Fitxer:Flag of Germany.svg\|23x15px\|border \|alt=Alemanya\|link=Selecció de futbol d'Alemanya\|{{#if:\|]]                                | Thilo Kehrer (2n capità)           |
| 6  | MIG  | [[Fitxer:Flag of Switzerland.svg\|23x16px\|border \|alt=Suïssa\|link=Selecció de futbol de Suïssa\|{{#if:\|]]                               | Denis Zakaria (capità)             |
| 7  | MIG  | [[Fitxer:Flag of Morocco.svg\|23x15px\|border \|alt=Marroc\|link=Selecció de futbol del Marroc\|{{#if:\|]]                                  | Eliesse Ben Seghir                 |
| 8  | MIG  | [[Fitxer:Flag of Libya.svg\|23x15px\|border \|alt=Líbia\|link=Selecció de futbol de Líbia\|{{#if:\|]]                                       | Al-Musrati (cedit pel Beşiktaş JK) |
| 9  | DAV  | [[Fitxer:Flag of the United States.svg\|23x15px\|border \|alt=Estats Units d'Amèrica\|link=Selecció de futbol dels Estats Units\|{{#if:\|]] | Folarin Balogun                    |
| 10 | MIG  | [[Fitxer:Flag of Russia.svg\|23x15px\|border \|alt=Rússia\|link=Selecció de futbol de Rússia\|{{#if:\|]]                                    | Aleksandr Golovin (3r capità)      |
| 11 | MIG  | [[Fitxer:Flag of France (1794–1815, 1830–1974).svg\|23x15px\|border \|alt=França\|link=Selecció de futbol de França\|{{#if:\|]]             | Maghnes Akliouche                  |
| 12 | DEF  | [[Fitxer:Flag of Brazil.svg\|23x15px\|border \|alt=Brasil\|link=Selecció de futbol del Brasil\|{{#if:\|]]                                   | Caio Henrique                      |
| 13 | DEF  | [[Fitxer:Flag of France (1794–1815, 1830–1974).svg\|23x15px\|border \|alt=França\|link=Selecció de futbol de França\|{{#if:\|]]             | Christian Mawissa                  |
| 14 | DAV  | [[Fitxer:Flag of Denmark.svg\|23x15px\|border \|alt=Dinamarca\|link=Selecció de futbol de Dinamarca\|{{#if:\|]]                             | Mika Biereth                       |

| N. | Pos. | Nac. | Jugador            |
| -- | ---- | --- | ------------------ |
| 15 | MIG  | [[Fitxer:Flag of Senegal.svg\|23x15px\|border \|alt=Senegal\|link=Selecció de futbol del Senegal\|{{#if:\|]]                     | Lamine Camara      |
| 16 | POR  | [[Fitxer:Flag of Switzerland.svg\|23x16px\|border \|alt=Suïssa\|link=Selecció de futbol de Suïssa\|{{#if:\|]]                    | Philipp Köhn       |
| 17 | DEF  | [[Fitxer:Flag of Côte d'Ivoire.svg\|23x15px\|border \|alt=Costa d'Ivori\|link=Selecció de futbol de la Costa d'Ivori\|{{#if:\|]] | Wilfried Singo     |
| 18 | DAV  | [[Fitxer:Flag of Japan.svg\|23x15px\|border \|alt=Japó\|link=Selecció de futbol del Japó\|{{#if:\|]]                             | Takumi Minamino    |
| 20 | DEF  | [[Fitxer:Flag of France (1794–1815, 1830–1974).svg\|23x15px\|border \|alt=França\|link=Selecció de futbol de França\|{{#if:\|]]  | Kassoum Ouattara   |
| 21 | DAV  | [[Fitxer:Flag of Nigeria.svg\|23x15px\|border \|alt=Nigèria\|link=Selecció de futbol de Nigèria\|{{#if:\|]]                      | George Ilenikhena  |
| 22 | DEF  | [[Fitxer:Flag of Ghana.svg\|23x15px\|border \|alt=Ghana\|link=Selecció de futbol de Ghana\|{{#if:\|]]                            | Mohammed Salisu    |
| 27 | DAV  | [[Fitxer:Flag of Senegal.svg\|23x15px\|border \|alt=Senegal\|link=Selecció de futbol del Senegal\|{{#if:\|]]                     | Krépin Diatta      |
| 28 | MIG  | [[Fitxer:Flag of France (1794–1815, 1830–1974).svg\|23x15px\|border \|alt=França\|link=Selecció de futbol de França\|{{#if:\|]]  | Mamadou Coulibaly  |
| 36 | DAV  | [[Fitxer:Flag of Switzerland.svg\|23x16px\|border \|alt=Suïssa\|link=Selecció de futbol de Suïssa\|{{#if:\|]]                    | Breel Embolo       |
| 37 | MIG  | [[Fitxer:Flag of France (1794–1815, 1830–1974).svg\|23x15px\|border \|alt=França\|link=Selecció de futbol de França\|{{#if:\|]]  | Edan Diop          |
| 50 | POR  | [[Fitxer:Flag of France (1794–1815, 1830–1974).svg\|23x15px\|border \|alt=França\|link=Selecció de futbol de França\|{{#if:\|]]  | Yann Liénard       |
| 88 | DEF  | [[Fitxer:Flag of France (1794–1815, 1830–1974).svg\|23x15px\|border \|alt=França\|link=Selecció de futbol de França\|{{#if:\|]]  | Soungoutou Magassa |

### Jugadors històrics destacats
| - Éric Abidal - Emmanuel Adebayor - Manuel Amoros - Sonny Anderson - Marcel Artelesa - Umberto Barberis - Rui Barros - Fabien Barthez - Patrick Battiston - Bruno Bellone - Ali Benarbia - Lucas Bernardi - Bernardo Silva - Henri Biancheri - Oliver Bierhoff - Basile Boli - Søren Busk - Souleymane Camara - Javier Chevantón - Philippe Christanval - John Collins - Pablo Contreras - Lucien Cossou - Costinha - Leandro Cufré - Christian Dalger - Éric Di Meco - Marco Di Vaio - Adama Diakhaby - Salif Diao - Ramón Díaz - Marcel Dib - Martin Djetou - Youri Djorkaeff - Yvon Douis | - Ralf Edström - Jean-Luc Ettori - Patrice Evra - Youssouf Fofana - Armand Forcherio - Marcelo Gallardo - Bernard Genghini - Ludovic Giuly - Gaël Givet - Gilles Grimandi - Petter Hansson - Mark Hateley - Thierry Henry - Michel Hidalgo - Glenn Hoddle - Hugo Ibarra - Victor Ikpeba - Vladimir Jugović - Jürgen Klinsmann - Jan Koller - Sabri Lamouchi - Yvon Le Roux - Jerko Leko - Philippe Léonard - François Ludo - Maicon - Rafael Márquez - Jérémy Ménez - Roger Milla - Fernando Morientes - Japhet N'Doram - Nicolas N'Koulou - Nenê - Shabani Nonda | - Delio Onnis - Christian Panucci - Park Chu-Young - Diego Pérez - Emmanuel Petit - Jean Petit - Jaroslav Plašil - Nikola Pokrivač - Dado Pršo - Claude Puel - Florin Răducioiu - John Arne Riise - Flavio Roma - Jérôme Rothen - Stéphane Ruffier - Willy Sagnol - Franck Sauzée - Javier Saviola - Enzo Scifo - Dario Šimić - Marco Simone - John Sivebæk - Luc Sonor - Sébastien Squillaci - Tony Mario Sylva - Théo Szkudlapski - Lilian Thuram - Yaya Touré - David Trezeguet - Christian Vieri - George Weah - Akis Zikos |

## Entrenadors
- Jean Batmale: 1953-1956
- Alexander Schwartz: 1953-1956
- Angelo Grizzetti: 1953-1956
- Ludwic Dupal: 1953-1956
- Anton Marek: 1956-1957
- Louis Pirroni: 1957-1958
- Lucien Leduc: 1958-1963
- Roger Courtois: 1963-1965
- Louis Pirroni: 1965-1966
- Pierre Sinibaldi: 1966-1969
- Louis Pirroni: 1969-1970
- Robert Domergue: 1969-1970
- Jean Luciano: 1970-1972
- Rubén Bravo: 1972-1974
- Alberto Muro: 1974-1975
- Armand Forcherio: 1976
- Lucien Leduc: 1977-1979
- Gérard Banide: 1979-1983
- Lucien Muller: 1983-1986
- Stefan Kovacs: 1986-1987
- Arsène Wenger: 1987-1994
- Jean-Luc Ettori: 1994-1995
- Gérard Banide: 1995
- Jean Tigana: 1995-1999
- Claude Puel: 1999-2001
- Didier Deschamps: 2001-2005
- Francesco Guidolin: 2005-2006
- László Bölöni: 2006
- Laurent Banide: 2006-2007
- Ricardo Gomes: 2007-2009
- Guy Lacombe: 2009-2011
- Laurent Banide: 2011
- Marco Simone: 2011-2012
- Claudio Ranieri: 2012-2014
- Leonardo Jardim: 2014-2018
- Thierry Henry: 2018-2019
- Leonardo Jardim: 2019
- Robert Moreno: 2019-2020
- Niko Kovač: 2020-2022
- Stéphane Nado: 2022
- Philippe Clement: 2022-2023
- Adi Hütter: 2023-actualitat